# Hugo Silva (actor)
Rafael Hugo Fernández Silva (Madrid, 10 de mayo de 1977), más conocido como Hugo Silva, es un actor español conocido por su participación en series de televisión como Al salir de clase (2000-2002), Los hombres de Paco (2005-2009), El Ministerio del Tiempo (2016-2020) o La cocinera de Castamar (2021), así como por su papel protagónico en películas como Mentiras y gordas (2008), Que se mueran los feos (2010), El cuerpo (2012), Las brujas de Zugarramurdi (2013) o Los amantes pasajeros (2013). Mentiras pasajeras (2023) y Buscando a Coque (2024). Su formación incluye también estudios de teatro, arte dramático, canto y guitarra, habiendo sido miembro del grupo musical de heavy metal Inordem. Mantuvo una relación con Cristina Martín Berrocal. 

## Biografía

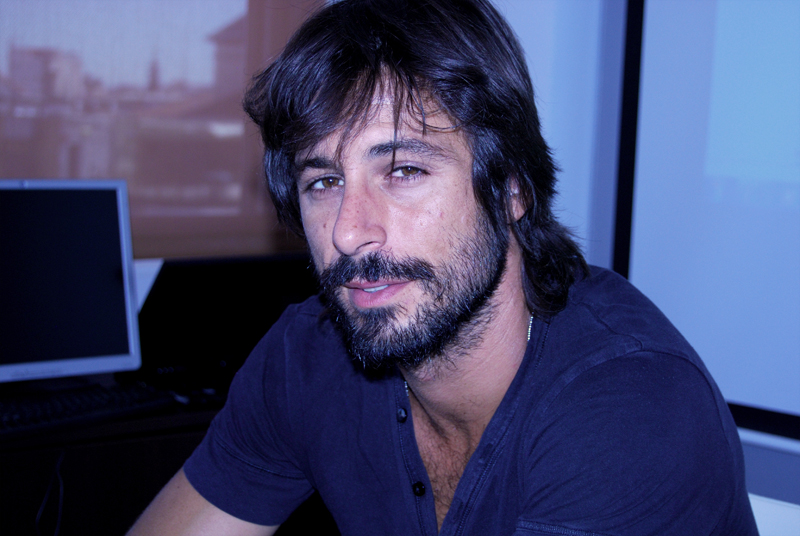
Hugo Silva en la promoción de Lo contrario al amor en 2010

Natural del distrito madrileño de San Blas-Canillejas, Silva cursó estudios de teatro en la Escuela de Arte Teatral Ángel Gutiérrez, en el Teatro Cámara de Madrid, y en la RESAD, aunque estos últimos no llegó a finalizarlos. También ha recibido formación de canto y guitarra. Formó parte del grupo de thrash metal Inordem, que dejó para dedicarse de lleno a su carrera de actor. Es padre de Diego y Daniel Fernández, dos mellizos. Su estatura es 1'85m.
Hizo obras de teatro como Las amistades peligrosas y Atraco a las tres.
Fue actor secundario en la serie Al salir de clase, fue coprotagonista de la serie Paco y Veva, al lado de Elena Ballesteros y protagonizó Los hombres de Paco, serie con la que se consagró como actor.
Desde 2005 hasta 2009 vivió su mayor momento de popularidad al encarnar a Lucas Fernández, uno de los protagonistas de la serie Los hombres de Paco (Antena 3). Por este papel fue nominado al Fotogramas de Plata en 2007.
Protagonizó la miniserie Karabudjan, rodada principalmente en Colombia, y en la que coincide con los actores Marta Nieto y Víctor Clavijo entre otros. Protagoniza también el telefilme de Antena3 La princesa de Éboli, donde compartió pantalla con Belén Rueda, quien interpretaba a Ana de Mendoza, y Michelle Jenner, que encarnaba a Ana de Austria. Hugo Silva interpretó a Antonio Pérez, quien mantenía una relación secreta con Ana de Mendoza. En 2012 y 2013 aparece en un vídeo pidiendo justicia para las víctimas que hubo en el franquismo. En 2014 se estrenó en Antena 3, la miniserie El corazón del océano rodada cuatro años antes, donde el actor interpretaba al Capitán Salazar. En 2015 interpreta a Alberto Sánchez en la miniserie Los nuestros, en la que coincide con Blanca Suárez y Álvaro Cervantes entre otros. Desde 2016 es protagonista de El Ministerio del Tiempo donde interpreta a Pacino.
Algunas de sus películas cinematográficas son Reinas (2005), dirigida por Manuel Gómez Pereira, El hombre de arena (2007), cinta de José Manuel González con ambiente hospitalario, Mentiras y gordas (2009), film coral iniciático con dirección de Alfonso Albacete y David Menkes, Agallas (2009) interpretaba a Sebas, un delincuente que tras salir de la cárcel se introduce en el tráfico de drogas en Galicia, Lo contrario al amor (2011) hacía pareja con Adriana Ugarte, en la comedia En fuera de juego (2011) compartió créditos con Fernando Tejero y Diego Peretti, Las brujas de Zugarramurdi (2013) dirigida por Álex de la Iglesia, inspirada en el auto de fe que efectuó la Inquisición Española en 1610: treinta y nueve habitantes de Zugarramurdi fueron procesadas, acusadas de brujería. En Dioses y perros (2014) era un vallecano que cambiaba su forma de ver la vida con la aparición de Adela, personaje interpretado por la actriz Megan Montaner. Compartió protagonismo con Macarena Gómez en Musarañas (2014).
Ha sido nominado al premio Fotogramas de Plata 2007 al mejor actor de televisión por Los hombres de Paco y en el mismo año, como mejor actor de cine por El hombre de arena.
El 20 de junio de 2016, Hugo Silva comenzará el rodaje de su nueva película El Intercambio, en la que interpreta a Máximo, uno de los personajes principales. Compartirá escenas con otros actores como Pepón Nieto, Paco Tous, Natalia Roig o Rossy de Palma. La película está dirigida por el malagueño Ignacio Nacho y producida por Marila Films. Su fecha de estreno se estima para finales de año o principios de 2017.
En 2021 estrenó dos series con papeles protagonistas, La cocinera de Castamar, donde comparte rodaje con Michelle Jenner y la nueva edición de Los hombres de Paco, que vuelve a emitirse once años después, y en el que volverá a compartir escenas con la antes mencionada Michelle Jenner, además de Paco Tous y Pepón Nieto.
En 2023 estrena la serie Pollos sin cabeza para HBO España.
En 2024 se estrenó la serie "Marbella", en la que tenía uno de los principales papeles.

## Filmografía

### Televisión
| Año               | Series                   | Personaje                    | Cadena      | Notas         |
| ----------------- | ------------------------ | ---------------------------- | ----------- | ------------- |
| 2000 - 2002       | Al salir de clase        | Guillermo Sierra             | Telecinco   | 269 episodios |
| 2002 - 2003       | El comisario             | Chema / Sebastián Alfaro     | Telecinco   | 3 episodios   |
| 2004 - 2005       | Paco y Veva              | Paco                         | TVE         | 18 episodios  |
| 2005 - 2009; 2021 | Los hombres de Paco      | Lucas Fernández              | Antena 3    | 84 episodios  |
| 2010              | Karabudjan               | Diego Salgado                | Antena 3    | 6 episodios   |
| 2010              | La princesa de Éboli     | Antonio Pérez                | Antena 3    | 2 episodios   |
| 2014              | El corazón del océano    | Capitán Salazar              | Antena 3    | 6 episodios   |
| 2015              | Los nuestros             | Alberto Sánchez              | Telecinco   | 3 episodios   |
| 2016              | Web Therapy              | Andrés Vázquez               | Movistar+   | 5 episodios   |
| 2016 - 2017; 2020 | El Ministerio del Tiempo | Jesús Méndez Pontón "Pacino" | TVE         | 27 episodios  |
| 2019              | Brigada Costa del Sol    | Bruno López                  | Telecinco   | 13 episodios  |
| 2020; 2022        | Nasdrovia                | Julián                       | Movistar+   | 6 episodios   |
| 2021              | La cocinera de Castamar  | Enrique de Arcona            | Antena 3    | 12 episodios  |
| 2022              | Top Boy                  | Emilio                       | Netflix     | 8 episodios   |
| 2023              | Pollos sin cabeza        | Alberto "Beto" Martín Ruiz   | HBO España  | 7 episodios   |
| 2023              | Mentiras pasajeras       | Basilio Barabino Boix        | SkyShowtime | 8 episodios   |
| 2024              | Marbella                 | César Beltrán                | Movistar+   | 6 episodios   |

### Cine
| Año  | Película                         | Personaje                    | Director                                                              |
| ---- | -------------------------------- | ---------------------------- | --------------------------------------------------------------------- |
| 2000 | Terca vida                       |                              | Fernando Huertas                                                      |
| 2003 | Ladies' Night                    | Dago                         | Gabriela Tagliavini                                                   |
| 2004 | Reinas                           | Jonás                        | Manuel Gómez Pereira                                                  |
| 2007 | El hombre de arena               | Mateo                        | José Manuel González-Berbel                                           |
| 2008 | Mentiras y gordas                | Carlos                       | Alfonso Albacete y David Menkes                                       |
| 2009 | Agallas                          | Sebas                        | Samuel Martín y Andrés Luque                                          |
| 2010 | Lo contrario al amor             | Raúl                         | Vicente Villanueva                                                    |
| 2010 | Que se mueran los feos           | Román                        | Nacho G. Velilla                                                      |
| 2010 | La sinapsis del códice           | Bibliotecario de Zoilo       | Pablo Iglesias                                                        |
| 2011 | En fuera de juego                | Hugo                         | David Marqués                                                         |
| 2011 | Un lugar para las Butter Cookies | Brücke                       | María de las Heras, Fernando Monge                                    |
| 2012 | Predeterminados                  |                              | Jordi Arencón                                                         |
| 2012 | El cuerpo                        | Álex Ulloa                   | Oriol Paulo                                                           |
| 2013 | Las brujas de Zugarramurdi       | José                         | Álex de la Iglesia                                                    |
| 2013 | Los amantes pasajeros            | Benito Morón                 | Pedro Almodóvar                                                       |
| 2014 | Musarañas                        | Carlos                       | Juanfer Andrés y Esteban Roel                                         |
| 2014 | Dioses y perros                  | Pasca                        | David Marqués y Rafa Montesinos                                       |
| 2014 | La pantalla herida               | Hugo Silva                   | Luis María Ferrández                                                  |
| 2015 | Mi gran noche                    | Roberto                      | Álex de la Iglesia                                                    |
| 2016 | El hilo rojo                     | Bruno                        | Daniela Goggi                                                         |
| 2016 | Tenemos que hablar               | Jorge                        | David Serrano                                                         |
| 2016 | Gernika                          | Narrador de Dibujos Animados | Koldo Serra                                                           |
| 2016 | En tu cabeza                     | Mateo                        | Daniel Sánchez Arévalo, Kike Maíllo, Borja Cobeaga, Alberto Ruiz Rojo |
| 2017 | Despido procedente               | Sam                          | Lucas Figueroa                                                        |
| 2017 | Sólo se vive una vez             | Harken                       | Federico Cueva                                                        |
| 2017 | Casi leyendas                    | Seguridad Empresa Axel       | Gabriel Nesci                                                         |
| 2017 | El Intercambio                   | Máximo                       | Ignacio Nacho                                                         |
| 2018 | 70 binladens                     | Jonan                        | Koldo Serra                                                           |
| 2019 | Sordo                            | Vicente Roig                 | Alfonso Cortés-Cavanillas                                             |
| 2019 | ¿Qué te juegas?                  | Abelardo                     | Inés de León                                                          |
| 2020 | Nadie muere en Ambrosía          | Nostromo                     | Héctor Valdez                                                         |
| 2022 | Un novio para mi mujer           | Cuervo Flores                | Laura Mañá                                                            |
| 2023 | Un amor                          | Píter                        | Isabel Coixet                                                         |
| 2024 | Desmontando a Lucía              | Simón                        | Alberto Utrera                                                        |
| 2024 | Buscando a Coque                 | César                        | Teresa Bellón, César F. Calvillo                                      |
| 2025 | Faro                             | Pablo                        | Ángeles Hernández                                                     |
| 2025 | La buena suerte                  | Pablo                        | Gracia Querejeta                                                      |
| 2025 | Cada día aparece un listo        | Toni Lomas                   | Arantxa Etxevarría                                                    |
| 2025 | Un funeral de locos              | Tino                         | Manuel Gómez Pereira                                                  |

## Premios y nominaciones
Premios Goya
| Año  | Categoría                                 | Película | Resultado |
| ---- | ----------------------------------------- | -------- | --------- |
| 2024 | Mejor interpretación masculina de reparto | Un amor  | Nominado  |

Premios Fotogramas de Plata
| Año  | Categoría                                   | Película                                    | Resultado |
| ---- | ------------------------------------------- | ------------------------------------------- | --------- |
| 2009 | Mejor actor de cine                         | Mentiras y gordas                           | Nominado  |
| 2009 | Intérprete más buscado en www.fotogramas.es | Intérprete más buscado en www.fotogramas.es | Nominado  |
| 2007 | Mejor actor de cine                         | El hombre de arena                          | Nominado  |
| 2006 | Mejor actor de televisión                   | Los hombres de Paco                         | Nominado  |

Premios Feroz
| Año  | Categoría                             | Película                   | Resultado |
| ---- | ------------------------------------- | -------------------------- | --------- |
| 2023 | Mejor actor de reparto                | Un amor                    | Nominado  |
| 2017 | Mejor actor protagonista en una serie | El Ministerio del Tiempo   | Nominado  |
| 2016 | Mejor actor de reparto en una serie   | El Ministerio del Tiempo   | Ganador   |
| 2013 | Mejor actor protagonista              | Las brujas de Zugarramurdi | Nominado  |

Premios San Pancracio
| Año  | Categoría   | Película  | Resultado |
| ---- | ----------- | --------- | --------- |
| 2012 | Mejor actor | El cuerpo | Ganador   |

Festival Internacional de Cine de Calzada de Calatrava
| Año  | Categoría   | Película        | Resultado |
| ---- | ----------- | --------------- | --------- |
| 2014 | Mejor actor | Dioses y perros | Ganador   |